# Амір Кумар
Амір Кумар (10 серпня 1923 — 25 січня 1980) — індійський хокеїст на траві.
Олімпійський чемпіон 1948, 1956 років.